# Açoita-cavalo-miúdo
Açoita-cavalo-miúdo (nome científico: Luehea divaricata) é uma árvore da família Malvaceae.
L. divaricata é uma planta arbórea, secundária que é encontrada na vegetação ombrófila, da mata de cipó e da floresta decídua. Ela é caducifólia, apresenta crescimento médio e lento, tendo por volta de 25 centímetros. Seu tronco possui reentrancias e base larga, suas flores são viçosas geralmente de cor rósea e roxa, que são utilizadas na ornamentação, a polinização é feita pelas abelhas em sua maioria e pelo beija-flor, posteriormente elas darão origem a seus frutos que são favas que é totalmente coberto por pequenos pelos, esse tem de cinco a quinze sementes por fruto, os quais são dispersos de maneira anemocórica (semente alada). A planta é utilizada para diversos fins, principalmente para o uso medicinal popular, para tratamento de reumatismo e tem ação adstringente, dela é extraída também óleo essencial, resina, fibras, mutila gemas e substâncias tantantes, sendo utilizada também no reflorestamento. A nomenclatura mais utilizada é açoita-cavalo-miúdo, porém possui outros nomes vulgares que variam de acordo com a região devido sua ampla dispersão.
Seus nomes vulgares são: na Bahia, estriveira e ivitinga; em Goiás, açoita-cavalo; em Minas Gerais, açoita-cavalo e ivatingui; no Paraná, açoita-cavalo, açoite-cavalo, salta-cavalo e soita-cavalo; no Rio Grande do Sul, açoita-cavalo, açoita-cavalo-vermelho; no Estado do Rio de Janeiro, açoite-cavalo e saco-de-gambá; em Santa Catarina, açoita-cavalo, açoita-cavalos e pau-de-canga e no Estado de São Paulo: açoita-cavalo, açoita-cavalo-do-miúdo, açoita-cavalos, açoita-cavalos-branco, açoite-cavalo, estriveira, ibitinga, ivantingui, salta-cavalo e vatinga.

## Origem e taxonomia
A origem do nome vulgar "açoita-cavalo" (mais utilizado) é devido a flexibilidade dos galhos, sendo usada como chicote nos animais. Na língua tupi-guarani a planta é conhecida como ivatingi que  significa "fruto-que-aborrece". O nome do seu gênero é uma homenagem ao botânico austríaco Karl Von der Lühe, sendo a escrita original "Lühea", passando a ser posteriormente "Leuhea" devido a aparência do pedúnculo e pedicelos das flores.

## Características gerais
É uma planta que apresenta crescimento arbóreo, atingindo de 15 a 30 metros de altura. Suas folhas apresentam forma rômbica ou elíptica, com margem serrilhada e três grandes nervuras na base do limbo. As flores têm coloração rósea ou roxa. Atinge alturas consideráveis, sendo ornamental e também fornecendo madeira. Seus galhos se prestam a ser transformados em cabos de chicotes, de onde vem o seu nome.
Tronco

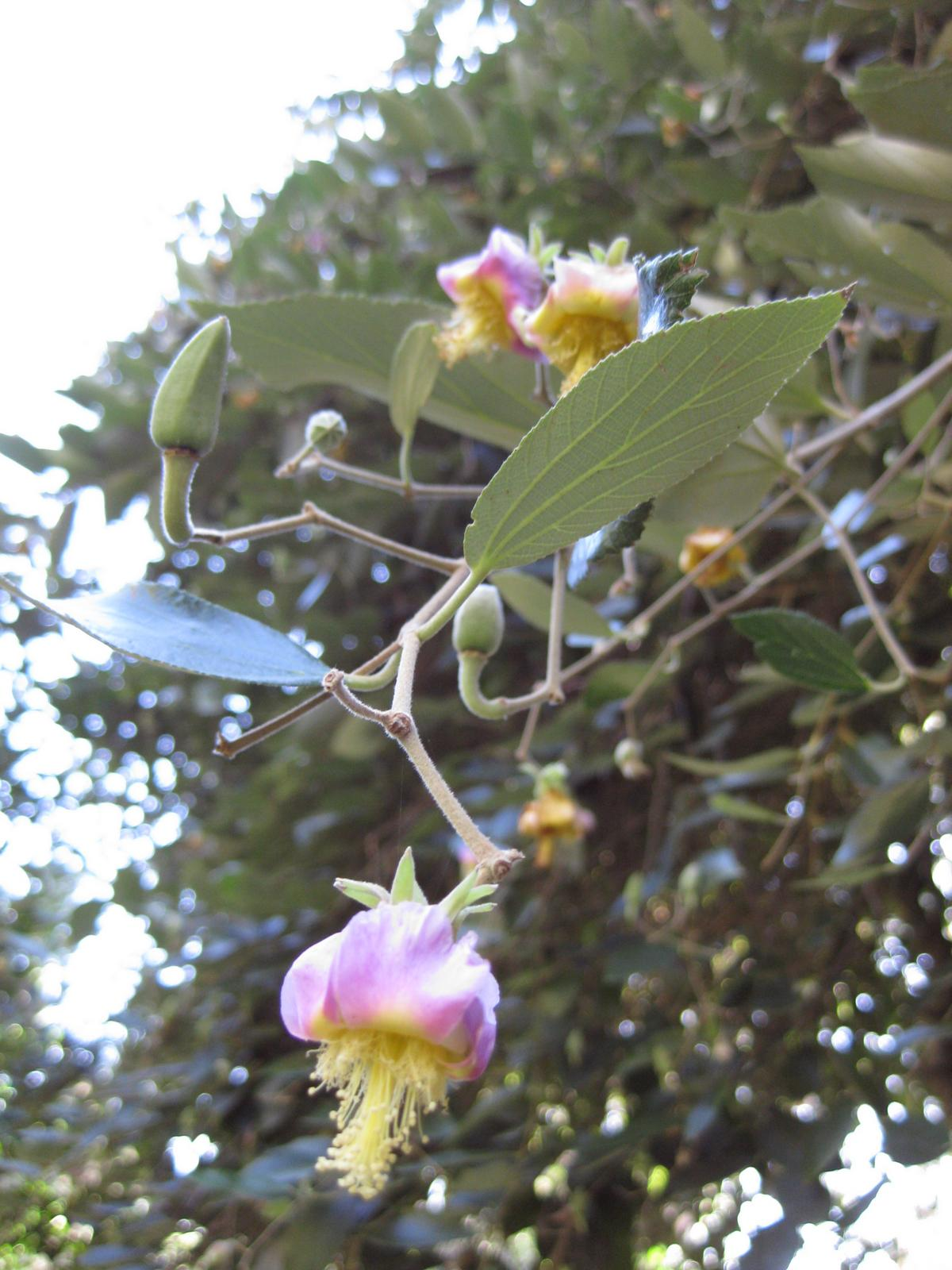
Inflorescência (Luehea divaricata)

Seu tronco possui base larga com sapopema que é a presença da base chata, possui tronco nodoso, com reentrâncias e tortuoso. Cujo fuste pode atingir até dez metros de altura, mas geralmente é curto. No qual a casca mede até vinte e cinco milímetros de espessura, e possui casca interna fibrosa de cor avermelhada, tendo estrias esbranquiçadas.
Folhas
As folhas são simples, podendo medir de 2 a 6,5 de largura e 4,5 a 15 cm de comprimento, apresentando um pecíolo de cor ferruginosa com aproximadamente um centímetro de comprimento alternas, dísticas, discolores, possuindo três nervuras longitudinais típicas, sendo tormentosas na face dorsal e áspera na parte ventral, tendo estípulas irregularmente cerradas, com ramificação simpódica (folhas opostas e compostas) e irregular, que formam uma copa densa, larga e globosa.
Flores
Na planta a inflorescência apresenta formação em cimeiras ditocômicas, na qual a ultima bifurcação de flores do eixo são as primeira a se abrir, elas são multifloras, divergentes, axiliares e terminais. Tendo flores hermafroditas, vistosas, sendo também utilizada para ornamentação e tendo três a quatro centímetros de diâmetros, cujas pétalas podem medir até 2,5 de comprimento, as quais possuem coloração  roxa, rósea e raramente branca.
Fruto
O fruto é uma capsula composta de lóbulos de favas lenhosas, seu pedicelo (aste que sustenta o fruto) mede de dois a três centímetros de diâmetro e se bifurca em cinco fendas, de coloração castanha , que apresenta pilosidades (pelos finos que cobrem todo o fruto) de cor ferrugínea, cobrindo completamente o fruto e o seu tegumento, além disso tem o fruto pentalocular e oblongo (alongado). A sua extremidade possui deiscência loculicida, em sua extremidade, ou seja, sua abertura é longitudinal, que contém cinco a quinze sementes por fava. Essas são pequenas de cor dourada-brilhante, que contém alas lanceoladas.

## Distribuição
A planta ocorre na América do Sul em alguns locais da Argentina, Uruguai, Paraguai e  Brasil. Nesse último tem uma ampla distribuição atingindo os estados da Bahia, Alagoas, Distrito Federal, Espírito Santo, Goiás, Estado do Rio de Janeiro, Santa Catarina, Estado de São Paulo, Mato Grosso, Mato Grosso do Sul, Minas Gerais, Paraná e Rio Grande do sul.

## Ecologia
Encontrada em floresta ombrófila, mata de cipó e floresta decídua. É uma espécie secundária de crescimento médio, localizada em cabrucas e matas ciliares.

## Dispersão de sementes
A reprodução da Luehea divaricata é de forma sexuada e tem início por volta dos dois anos de idade, flores são hermafroditas e a polinização é feita geralmente pelas abelhas com destaque à Apis mellifera (abelha-européia ou abelha-africanizada), no entanto esporadicamente também é feita pelos beija-flores. A época  de floração e maturação dos frutos varia devido a ampla distribuição nos estados brasileiros. Dessa maneira, através  dos frutos são obtidas as sementes que são aladas, tendo dispersão anemocórica, ou seja, pelo vento.

## Papel na sucessão biológica
A acoita cavalo é uma planta de crescimento médio e lento, sendo uma planta secundária, ou seja , na sucessão se desenvolve quando as condições do ambiente estão melhores restabelecidas.

## Reprodução e crescimento
O açoita-cavalo se reproduz de maneira sexuada, havendo formação da inflorescência que forma sementes quando fecundadas, após a semeadura apresenta crescimento lento e quando adulta alcança de 15 a 30 metros de altura.

## Cultivo
A planta alcança uma ampla distribuição geográfica, portanto, a temperatura e a pluviosidade média são vem abrangentes. A temperatura anual vai de 13,2  a 23, 5 graus e a pluviosidade de 700 mm  (na Bahia ) a 2200 mm (Santa Catarina). A planta se desenvolve um solos pedregosos, bem drenados , rasos , secos ou úmidos e textura de fraca à argilosa. Sendo ela uma espécie heliófila que tolera geadas e sombra quando juvenil.
No campo tem baixo pegamento, no entanto nos cultivos em sementeiras apresentam melhores resultados devido as condições do ambiente. Após o plantio, possui cerca de 20 a 85% de chance de germinação, a qual é epígea, ou seja, que os cotilédones ficam na parte superior da terra, acontecendo a emergência de 8 a 74 dias após o plantio. Por volta de seis meses após a semeadura a muda atinge o porte adequado para o plantio o qual é recomendado ser em linhas ou em grupos e misto, associado a espécies pioneiras, visando evitar o cultivo a pleno sol para que não ocorra o esgalhamento precoce que e a quebra dos rebentos novos.

## Inimigos
Os principais inimigos são os besouros da família Scolytidae, além dos serradores cerambicídeos.

## Importância econômica e cultural
A planta é de grande importância econômica e cultural, devido sua gama de aplicações. Sua madeira quando serrada é utilizada na fabricação de móveis, sua lenha e seu carvão são de baixa qualidade, no entanto se destaca na fabricação de papel, sendo a espécie adequada para esse uso. Na alimentação animal, ela é usada por conter 12 % de proteína bruta. Além dos plantios com finalidade paisagística devido a beleza das suas flores e com finalidade ambiental em áreas de vegetação permanente, mata ciliar e encostas íngremes suportando bem o encharcamento moderado.
A açoita-cavalo tem características medicinais, sendo usada na medicina popular para o tratamento de reumatismo, além de ter ação adstringente. Os índios do Paraná e de Santa Catarina usam sua casca e suas folhas para descolorir o cabelo, no tratamento do câncer, de bronquite, gastrite, mal digestão e vermes. Ainda tem importância apícola,  sendo feito pelas abelhas um mel medicinal com propriedades expectorantes.
Dessa planta extrai-se ainda: óleo essencial, resina, fibras, mutila gemas e substâncias tantantes.

## Veja mais
- «Açoita-cavalo: Luehea candicans. - Portal Embrapa». www.embrapa.br. Consultado em 23 de dezembro de 2022